# アラクネの寓話

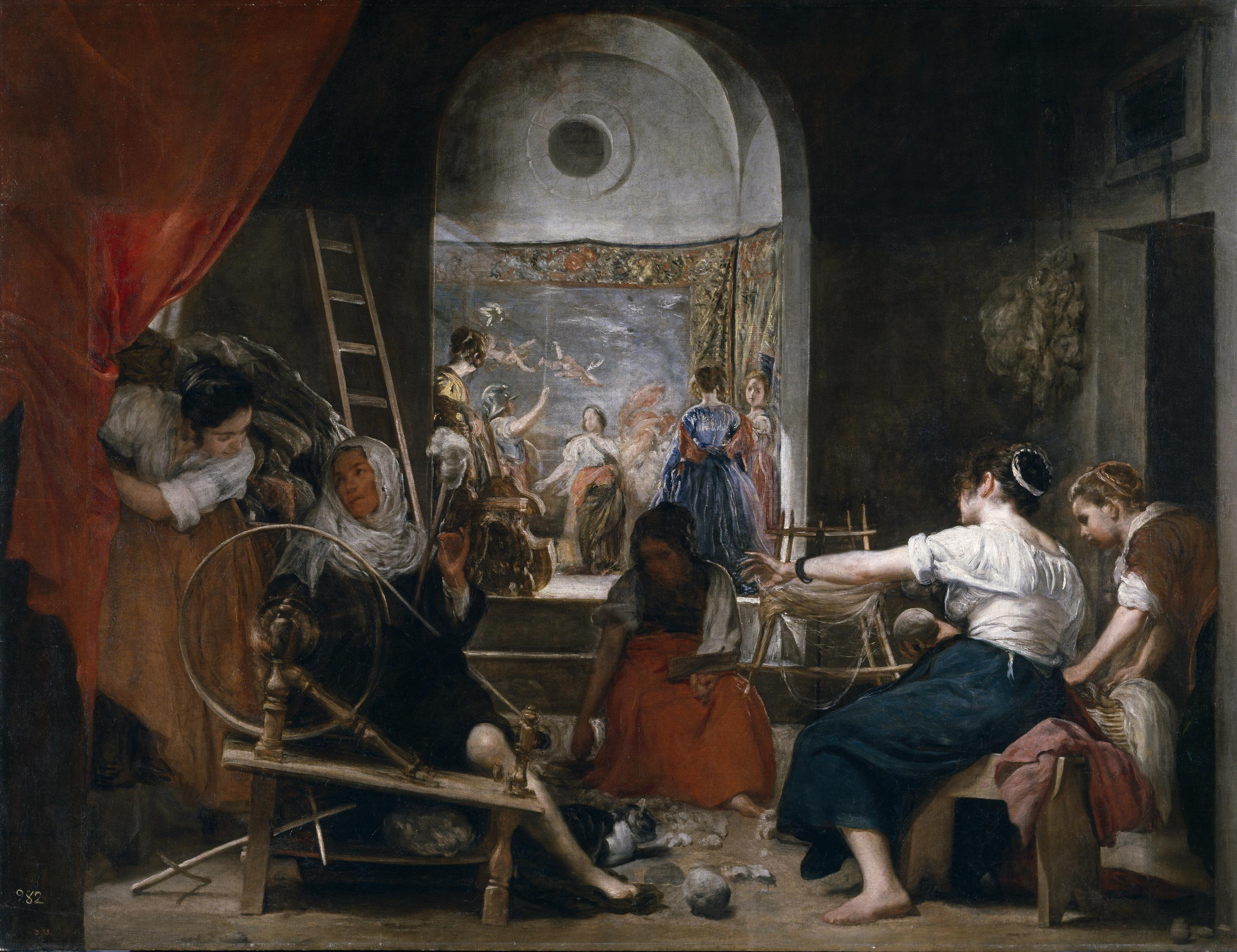
後世の継ぎ足し部分のあった『アラクネの寓話』。現在、継ぎ足し部分は額縁で隠されている。

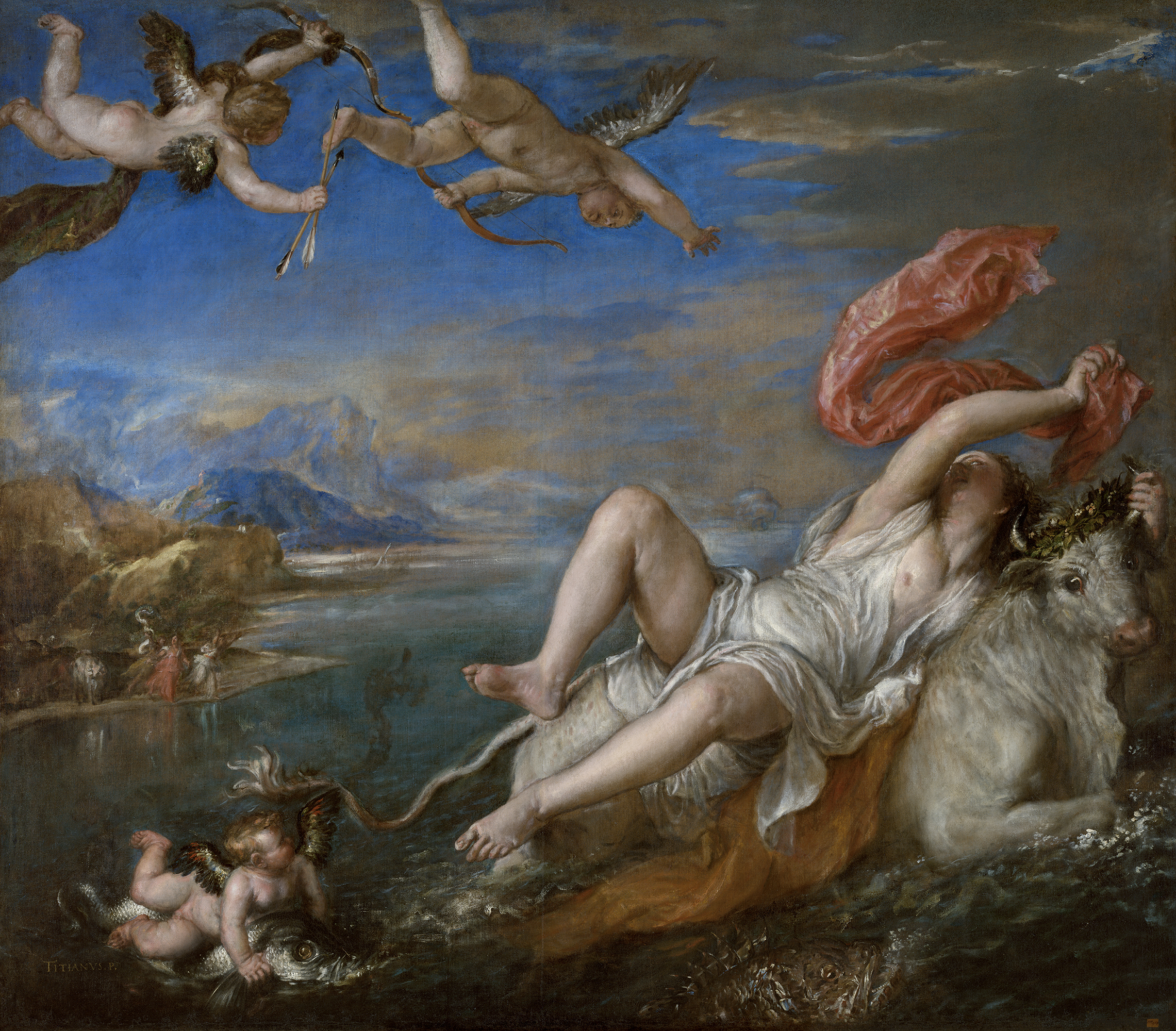
ティツィアーノ『エウロペの略奪』 (1559-1562年) イザベラ・スチュワート・ガードナー美術館 (ボストン)

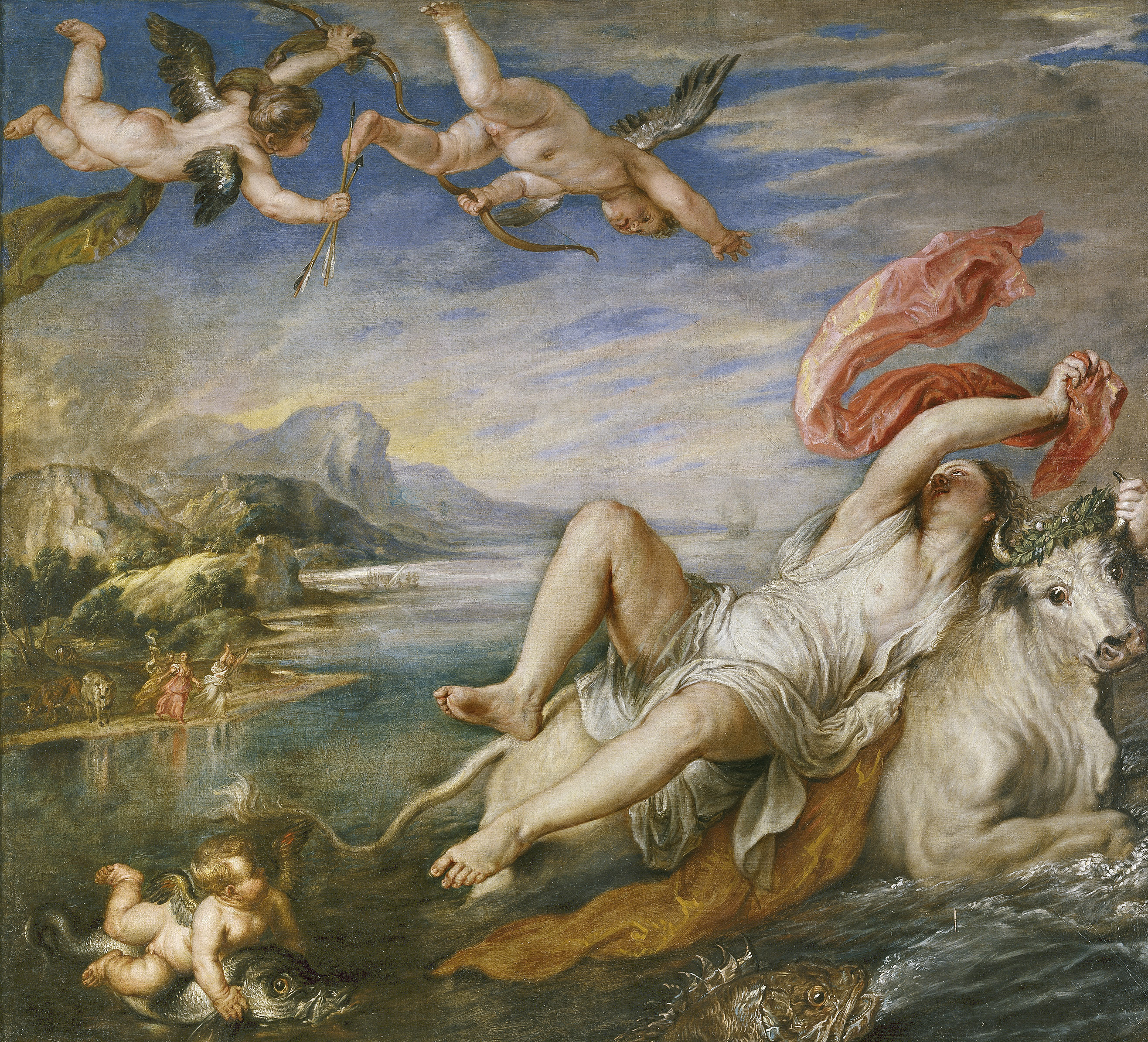
ルーベンスによる模写『エウロペの略奪』 　(1628年) プラド美術館

『アラクネの寓話』（アラクネのぐうわ、西: La fábula de Aracne、英: The Fable of Arachne）、または『織女たち』（しょくじょたち、西: Las Hilanderas、英: The Spinners）は、バロック期のスペインの巨匠ディエゴ・ベラスケスが1657年ごろに制作したキャンバス上の油彩画で、『ラス・メニーナス』（プラド美術館）と並んで画家の芸術の粋を集めた傑作である。以前は『織女たち』の名称で親しまれていたが、ギリシア神話の主題を表している作品であるということがわかり、解釈が大転換を迫られた作品である。さらに構図法、出典、寓意解釈を巡って議論の絶えない問題作でもある。マドリードのプラド美術館に所蔵されている。

## 歴史
本作は1734年の旧マドリード王宮の大火で大きな損傷を受け、保存状態は悪い。今でも上部、左右端、底部にキャンバスの継ぎ痕を肉眼でも認めることができるが、元来、スペインの王室コレクションに属していたわけではなかったこともあり、オリジナルの状態はわからなかった。しかし、近年、王宮の舎営係の1人で収集家ペドロ・デ・アルセの1664年の美術品台帳に本作の存在が記されていることが発見されて、作品の研究が大きく前進した。その資料によると、「ディエゴ・ベラスケスによる1枚の絵『アラクネの寓話』、3 X 2バーラ (約170 X 250cm) 以上、評価額500ドゥカード」とあるが、これは後世の継ぎ足し部分（上部に50cm、左右に37cm）を除いたサイズの数値とほぼ一致し、 X線照射でも内側の木枠跡が判明しているので、オリジナルの画面は今より小さなものであったと推定される。制作年に関しては、1657年以前のペドロ・デ・アルセの美術品台帳に本作は見いだせず、ベラスケスは1657年かそれ以降に制作したものと見られている。 

## 主題
ペドロ・デ・アルセの美術品台帳が発見されるまで、本作は『織女たち』という愛称で親しまれてきた。この名称は、18世紀にスペイン宮廷に招聘されたドイツの新古典主義の画家アントン・ラファエル・メングスがつけたものである。画面に見られる情景はサンタ・イサベル織物工場で働く織女たちを描いたものとされてきた。この誤解はベラスケスが主題を奥に、副題を前面に配するという逆転構図を用いることから生じたが、後世の継ぎ足し部分も主題の理解を妨げる原因となった。ところが上述の美術品台帳が発見されるにおよび、主題がギリシア神話にもとづいたものであることがわかったのである。
出典はオウィディウスの『転身物語』にあるアラクネの寓話である。マエオニアの下賤の娘アラクネは織物の技に優れ、技芸の女神ミネルヴァにも劣らないと傲慢になっていた。それを耳にした女神は老婆に変身して、アラクネの前に現れる。そして、アラクネを諭すが彼女は赦しを乞うどころか、ミネルヴァに織物競争を申し入れる。画面前景に描かれているのが、この織物競争で、2人の前には機織機が設えられている。ミネルヴァはアテナイにまつわる自分とネプトゥヌスの古い争いを、アラクネは牡牛に姿を変えたユピテルに騙されて連れ去られるエウロペの物語を紡ぎだした。一方、画面奥のアラクネが織ったものであろうタピスリーの前には3人の女性が立っているが、この後景では人間の身でありながら不遜にも女神に機織勝負を挑んだアラクネが女神から黄楊（ツゲ）で打たれ、蜘蛛の姿に変えられてしまうところが描かれている。なお、前景、後景の中間に楽器のヴィオラが置かれているが、それは音楽に毒蜘蛛の解毒作用があると見なされていたからである。

## 解説
画面奥に描かれているタピスリーは、当時スペイン王室のコレクションにあった、イタリア・ヴェネツィア派の巨匠ティツィアーノの『エウロペの略奪』(イザベラ・スチュワート・ガードナー美術館) にもとづいている。ベラスケスはティツィアーノの作品を女神ミネルヴァの作品と同様に高く評価しているのである。ちなみにスペインを訪れ、ベラスケスとも親交のあったルーベンスもこのティツィアーノ作品の模写『エウロペの略奪』（プラド美術館）を残しているが、これはティツィアーノ、ルーベンス、ベラスケスという3人の画家の不思議な関連性を示している。
本作は、明部ー暗部ー明部という自然な3層の空間の中に独創的な構成を採用している。それは初期の『マルタとマリアの家のキリスト』（ロンドン・ナショナル・ギャラリー）以来、『ラス・メニーナス』（プラド美術館）まで一貫して現れている構図法である。また、一部の研究者は本作の真のテーマを「すべての対象、空気、その埃まで浮かび上がらせる光」であると主張している。確かに、作品の主題が何であろうと、場の雰囲気、空気の層、真実らしい動きに強い印象を受けるのである。特に回転する糸車は一瞬の印象が捉えられ、非常に近代的な視覚描写となっている。メングスは、本作を「晩年様式で、自然そのものの最も正確な理念があり、その制作に手は関与せず、あたかも意志のみで描かれたかのようだ」と評している。